# Wuenheim

Wuenheim este o comună în departamentul Haut-Rhin din estul Franței. În 2009 avea o populație de 807 de locuitori.

## Evoluția populației
| An        | 1975 | 1982 | 1990 | 1999 | 2006 | 2009 |
| --------- | ---- | ---- | ---- | ---- | ---- | ---- |
| Populație | 718  | 756  | 800  | 850  | 815  | 807  |